# Schweizer Pavillon Expo 2010 Shanghai

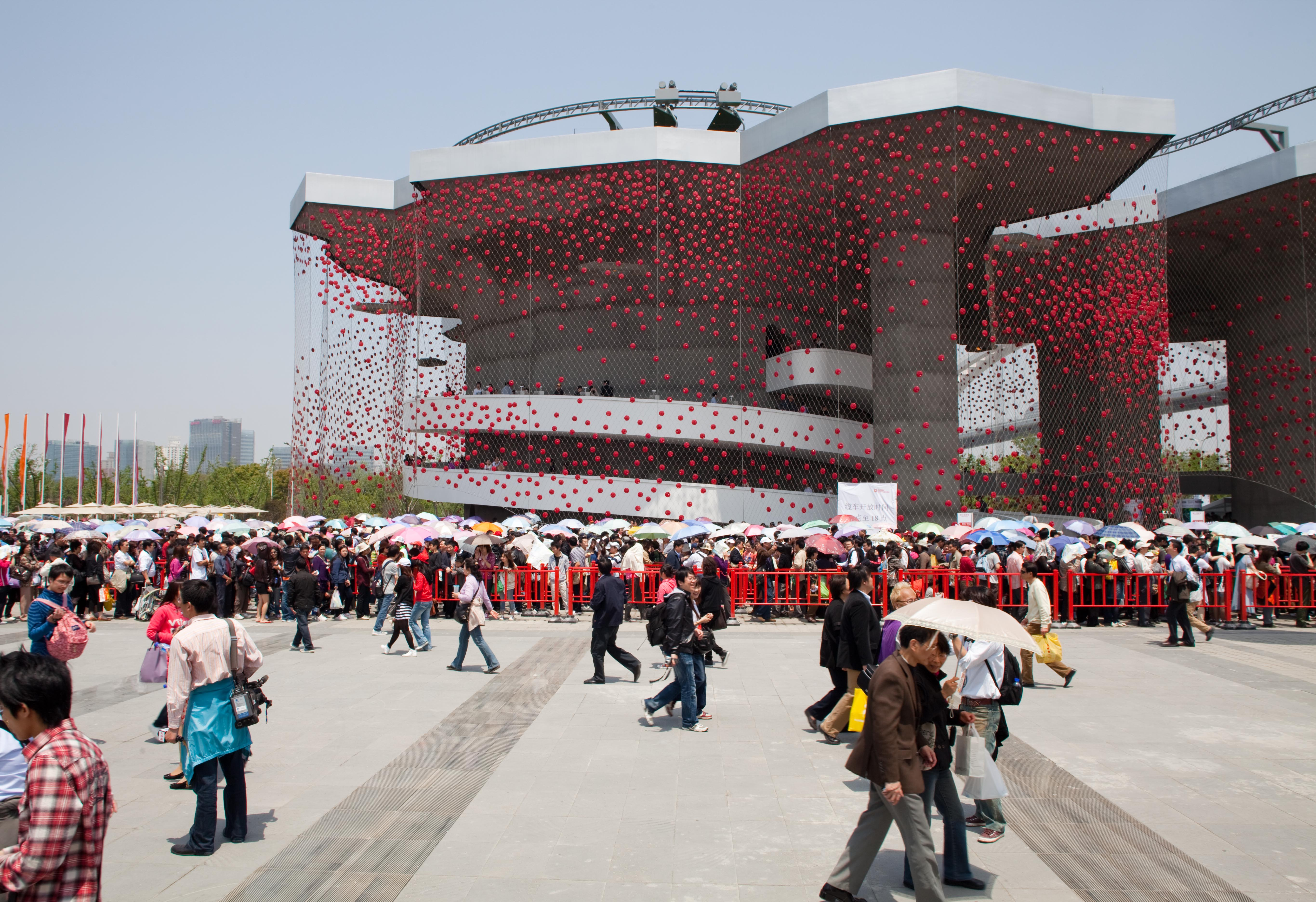
Der offizielle Schweizer Pavillon an der Expo 2010 in Shanghai am Eröffnungstag am 1. Mai 2010.

Der offizielle Schweizer Pavillon Expo 2010 Shanghai an der Expo 2010 umfasste eine Fläche von 4.000  m2. Das Ausstellungsthema der Weltausstellung 2010 war Better City, Better Life (engl. eine bessere Stadt, ein besseres Leben). Die  Schweizerische Eidgenossenschaft präsentierte sich mit ihrem Pavillon zum Expo Unterthema rural-urban interaction (engl. Stadt-Land-Interaktion) und nannte ihren Pavillon Nature’s Playground bzw. 自然乐园 [zìrán lèyuán] (engl. bzw. chin. Spielwiese der Natur). Die offizielle Eröffnung des Schweizer Pavillons fand am 1. Mai 2010 statt.

## Bestätigung der Teilnahme, Projektleitung, Ernennung des Generalkommissärs und Kosten
Der  Schweizerische Bundesrat sprach sich am 29. März 2006 für die Teilnahme der  Schweizerischen Eidgenossenschaft an der Expo 2010 in Shanghai aus.
Die Projektleitung des Schweizer Pavillons wurde vom Schweizerischen Bundesrat dem  Eidgenössischen Departement für auswärtige Angelegenheiten, Präsenz Schweiz übertragen.
In seiner Sitzung vom 18. April 2007 hatte der  Schweizerische Bundesrat den ehemaligen Schweizerischen Botschafter in Peking (1995–1998) für die Volksrepublik China, Nordkorea und die Mongolei, Dr. Uli Sigg, zum Generalkommissär des Schweizer Pavillons ernannt. Sigg präsidierte zudem die Jury für den Projektwettbewerb des Schweizer Pavillons für die Expo 2010. Direktor des Schweizer Pavillons war Manuel Salchli.
Der Auftritt der Schweizerischen Eidgenossenschaft an der Expo 2010 in Shanghai kostete rund  CHF 25 Millionen. CHF 16 Millionen wurden durch die Schweizerische Eidgenossenschaft getragen, die Sponsoren beteiligten sich mit Beiträgen in der Höhe von über CHF 6.5 Millionen. Der Restbetrag wurde durch Einnahmen im Pavillon eigenen Laden sowie durch die Vermietung der Pavillon eigenen VIP-Lounge finanziert.

## Konzept und Bau des Pavillons

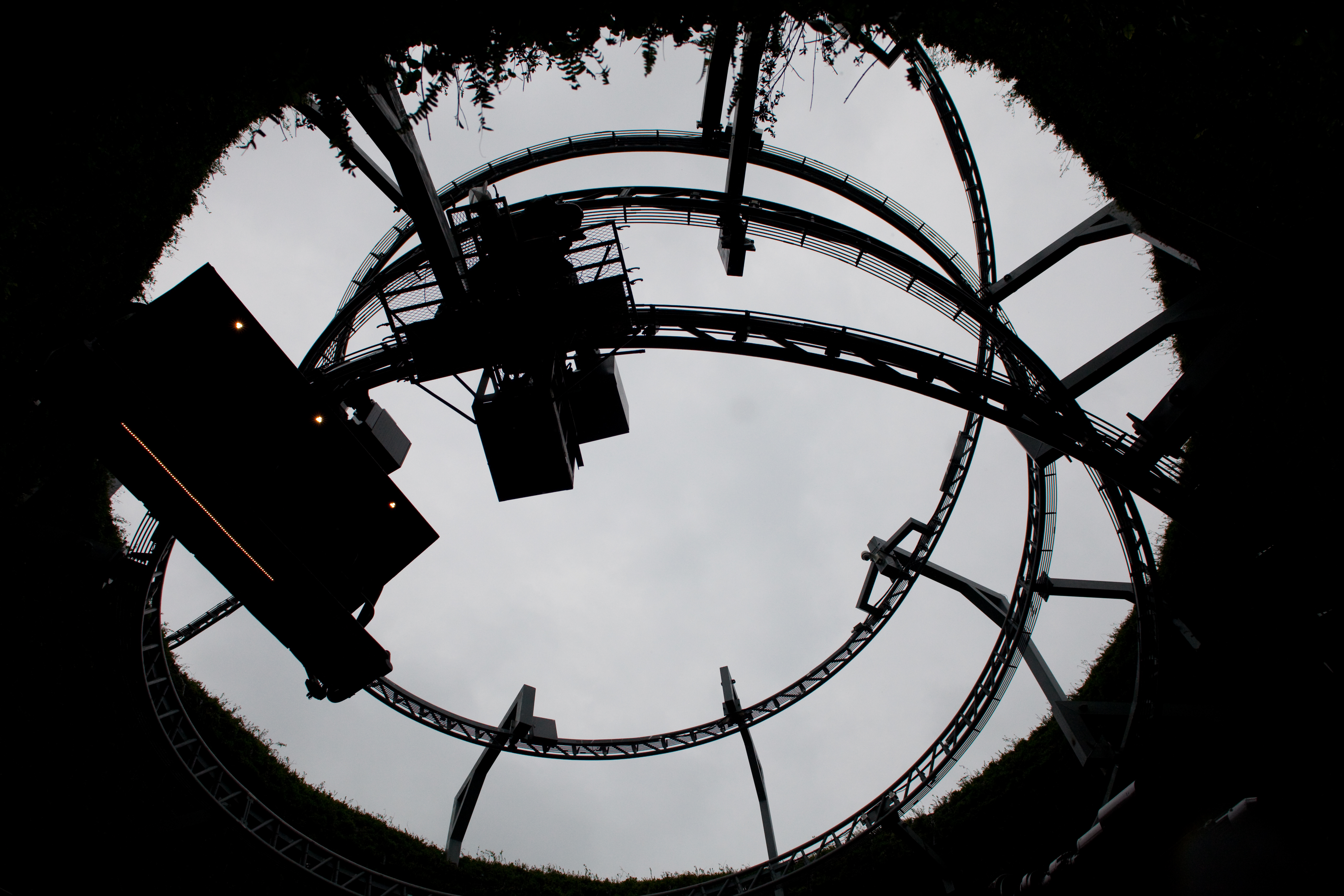
Sesselbahn in der Doppelhelix des vertikal begrünten Zylinders. Von unten nach oben fotografiert.

Das Konzept für den Pavillon und die thematische Ausstellung wurde von der Arbeitsgemeinschaft Buchner Bründler, Basel und element design, Basel erarbeitet. Die Arbeitsgemeinschaft ging 2006 aus dem vom Eidgenössischen Departement für auswärtige Angelegenheiten, Präsenz Schweiz im Hinblick auf die Expo 2010 in Shanghai lancierten, zweistufigen Projektwettbewerb als Sieger hervor. Die Medien der Ausstellung wie auch die Zellen der Fassade wurden von iart, Basel zusammen mit der Arbeitsgemeinschaft konzipiert, geplant und umgesetzt. Gebaut wurde der Schweizer Pavillon im Zeitraum von 15 Monaten von der Nüssli Gruppe. Nüssli beschäftigte etwa 200 – hauptsächlich lokale – Arbeiter, verbaute 760 Tonnen Stahl, 3.800  m2 Metallnetz für die 17 Meter hohe Fassade sowie 4.000 Pflanzenboxen für die Vertikalbegrünung des Zylinders, welchen die Besucher mit der Sesselbahn auf ihrem Weg auf das Dach des Pavillons durchfuhren.

### Architektonische Verknüpfung von Stadt und Land
Ziel des Auftritts der Schweizerischen Eidgenossenschaft in Shanghai war gemäss dem Motto der Expo 2010 die Symbiose von Stadt und Land in der Architektur des Schweizer Pavillons zu verkörpern. So präsentierte sich die Schweizerische Eidgenossenschaft in Shanghai mit einem  hybriden Gebilde aus Technik und Natur, welches Stadt und Land in sich vereinte und aufzeigte, wie diese beiden Pole sich im Gleichgewicht halten.
Das Dach des Schweizer Pavillons war mit echtem Gras und Pflanzen begrünt. Aufgrund der besonderen klimatischen Bedingungen in Shanghai stellte die Auswahl der Pflanzen eine zusätzliche Herausforderung dar. Dieses begrünte grossflächige Dach bildete zusammen mit zwei tragenden  Zylindern die Struktur des Gebäudes.
Die Dachuntersicht und die beiden Zylinder im Innern des Pavillons umfassten den urbanen Raum. Dieser urbane Raum war für die Besucher des Pavillons mittels eines Rampensystems, welches als spiralförmige Doppelhelix ausgebildet war, erkundbar. Der komplementäre Gegensatz dazu stellte das begrünte, topografisch sanft hügelig gestaltete und mit einer Musikinstallation des Komponisten Benedikt Schiefer beschallte Dach dar. Verbindendes Element zwischen den beiden Räumen war eine Sesselbahn. Sie führte die Besucher in einer vierminütigen Fahrt durch den vertikal begrünten Zylinder aus der Schwere der Stadt hinaus und hinauf in die Leichtigkeit und die Ruhe der Natur und wieder zurück.

## Rundgang im Schweizer Pavillon

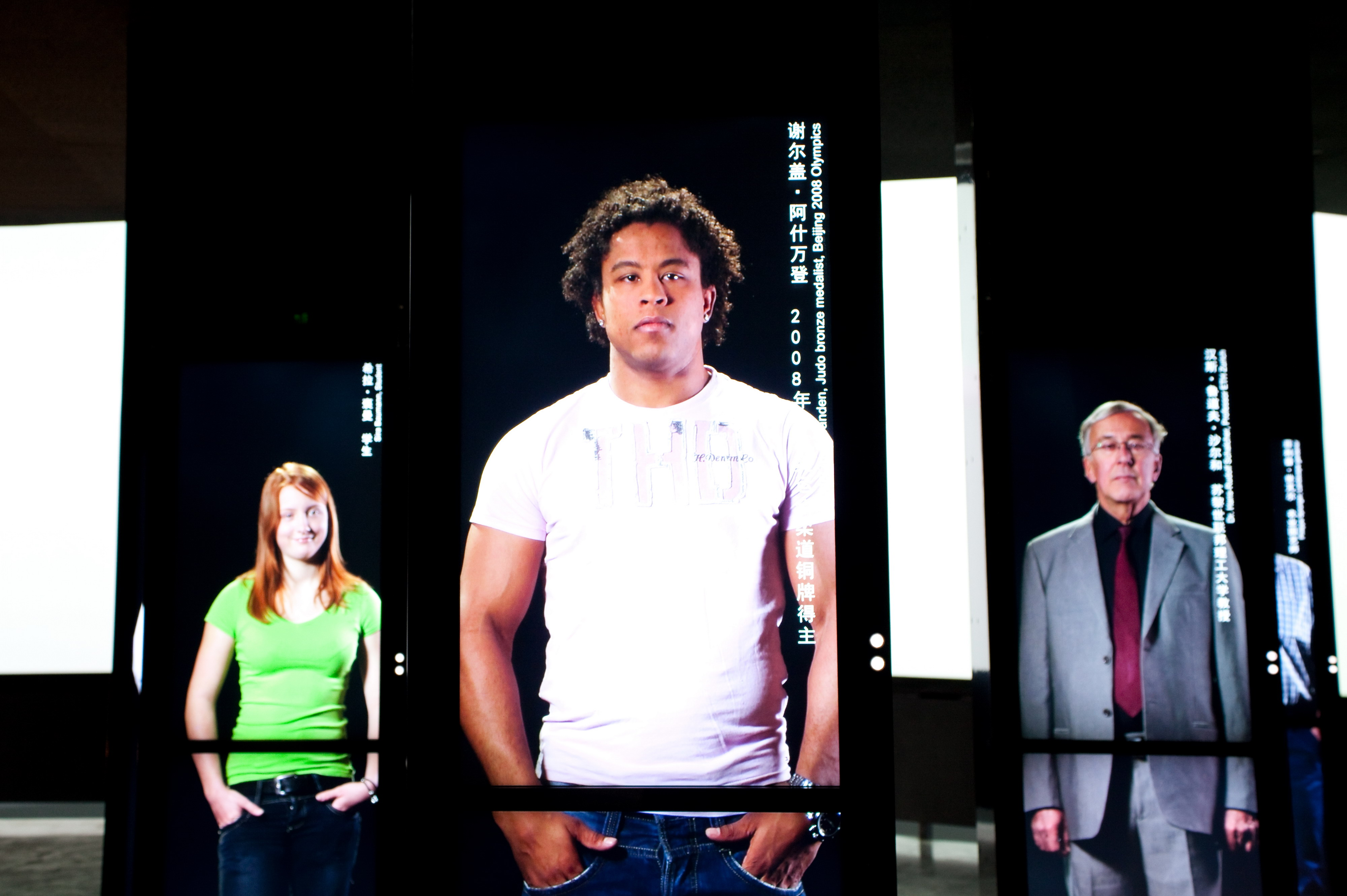
Stelen in der Installation face to face. V. l. n. r.: Sara Baumann, sie richtete sich in Gebärdensprache an die Besucher; Sergei Aschwanden und Hans-Rudolf Schalcher.

Die Besucher konnten direkt ab Eintritt in den Pavillon über eine durchgehend drei Meter breite Rampe ihren Rundgang durch den Schweizer Pavillon beginnen. Der Gang über die aufsteigende Rampe führte entlang des Hauptzylinders. Im Verlauf des Aufstiegs umrundete man diesen einmal vollständig, womit sich die Besucher einen ersten Überblick über das Gebäude verschaffen konnten. Mittels der am Rande der Rampe angebrachten zehn Ferngläsern, welche einen  dreidimensionalen Ausblick auf Bilder der Schweiz boten, wurden den Besuchern mit kurzen Texten Informationen über die Schweiz zum Thema Stadt-Land-Interaktion vermittelt.

### Face to face
Die Rampe führte in den abgedunkelten Ausstellungsbereich im Innern des Hauptzylinders, wo die Besucher auf die Installation face to face trafen. In dieser Installation standen den Besuchern 12 lebensgrosse im Raum verteilte Stelen mit Bildschirmen gegenüber, wo ihnen zum Teil bekannte Schweizer aus ihrem Leben in der Schweiz berichteten. Darunter Hans-Rudolf Schalcher, Bundesrätin Micheline Calmy-Rey, Renzo Blumenthal, Bertrand Piccard und Sergei Aschwanden. Die Vertreter aus den vier Sprachregionen der Schweiz sprachen in ihrer jeweiligen Landessprache (Deutsch, Französisch, Italienisch und Rätoromanisch), was dann jeweils auf Chinesisch oder Englisch übersetzt wurde. Sara Baumann richtete sich in Gebärdensprache an die Besucher. Mit dieser Installation wollten die Verantwortlichen des Pavillons den nachhaltig handelnden Menschen in den Mittelpunkt stellen.

### The Alps
Die 12 Protagonisten bzw. die 12 Stelen der Installation face to face standen vor dem Hintergrund einer hochaufgelösten und über zehn Meter hohen Grossprojektion von Landschaftsaufnahmen aus der Schweiz. In einer siebenminütigen Endlosschlaufe wurde eine gekürzte Version des IMAX-Films The Alps gezeigt. Der Film führte den Besuchern die Omnipräsenz der Berge in der Schweiz vor Augen, welche neben ihrer Schönheit auch einen für den Menschen zum Teil rauen und schwierigen Lebensraum darstellen. Die Projektion der Schweizer Bergwelt war ein beliebtes Hintergrundsujet für Erinnerungsfotos der Besucher.

### Hinauf, über die grüne Wiese und wieder hinunter mit der Sesselbahn

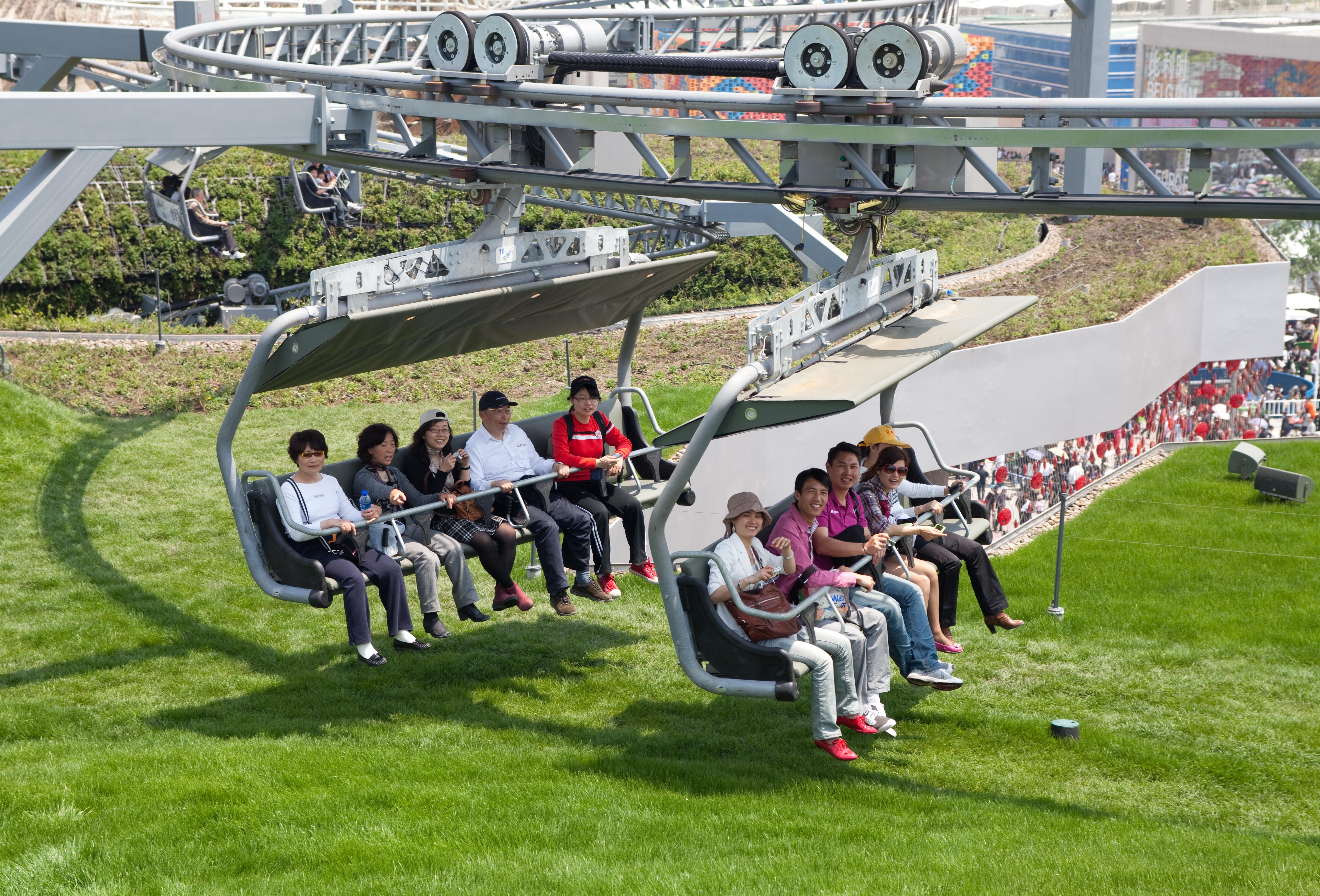
Besucher fahren in der Sesselbahn über das begrünte Dach des Schweizer Pavillons.

Auf dem weiteren Weg durch den Pavillon über die absteigende Rampe gaben vierzig weitere Ferngläser den Besuchern wiederum dreidimensionale Ausblicke auf innovative und nachhaltige Schweizer Erfolgsgeschichten. Gezeigt wurden konkrete Lösungen der Schweiz zu den Themen Luftqualität, Wasserqualität, nachhaltiges Bauen und öffentlicher Verkehr. Die abwärts führende Rampe fügte sich in einer Doppelhelix zwischen die aufsteigende Rampe ein und leitete die Besucher zur Station der 322  m langen Strecke der Sesselbahn im zweiten Zylinder des Pavillons. Über diesen zweiten Zylinder, der nach oben offen und vertikal begrünt war, erreichten die Besucher mit einer Geschwindigkeit von 1.2  m/s und nach Überwindung von 17.5 Höhenmeter in der Sesselbahn schwebend die Dachlandschaft, welche in eine grüne Alpwiese mit sanfter  Topographie begleitet von einer Toninstallation mit ländlichen Klängen verwandelt wurde. Nach einer vierminütigen Fahrt reihte sich der Sessel wieder in die Doppelhelix des Zylinders ein und brachte die Besucher zurück ins Erdgeschoss des Pavillons, dem urbanen Raum. Damit brachte der Pavillon die Grundthemen der Expo 2010 von Nachhaltigkeit und Lebensqualität in einen schlüssigen Kreislauf.
Zurück im urbanen Raum, stand es den Besuchern frei, dort noch etwas zu verweilen, im Pavillon eigenen Laden Schweizer Souvenirs zu kaufen, eine der temporären Ausstellungen zu besuchen oder im öffentlichen Restaurant, wo ausschliesslich Schweizer Spezialitäten serviert wurden, ein Raclette, einen Risotto oder Bündnerfleisch mit einem Glas Schweizer Wein und zum Dessert ein   Schokolade-Fondue zu geniessen.

#### Die Sesselbahn: Eine Herausforderung für Techniker und Ingenieure
Die Sesselbahn des Schweizer Pavillons war einer der Publikumsmagnete an der Expo 2010. Bei der Bahn handelte es sich um einen  Prototyp. Die Bahn war denn auch nicht gänzlich vor technischen Kinderkrankheiten gefeit. Vor allem die Konstruktion der Aufhängung sowie der Bremssysteme der einzelnen Sessel in der engkurvigen Doppelhelix, wo die Bahn auf einer Strecke von 155,3 m ein Gefälle von bis zu 15 ° zu überwinden hatte, stellte eine echte Herausforderung für die Techniker und Ingenieure dar. So musste die Sesselbahn mehrmals kurzzeitig ausser Betrieb genommen werden, damit Techniker aus der Schweiz unter anderem besondere Fangbremsen montieren konnten.

## Interaktive intelligente Fassade

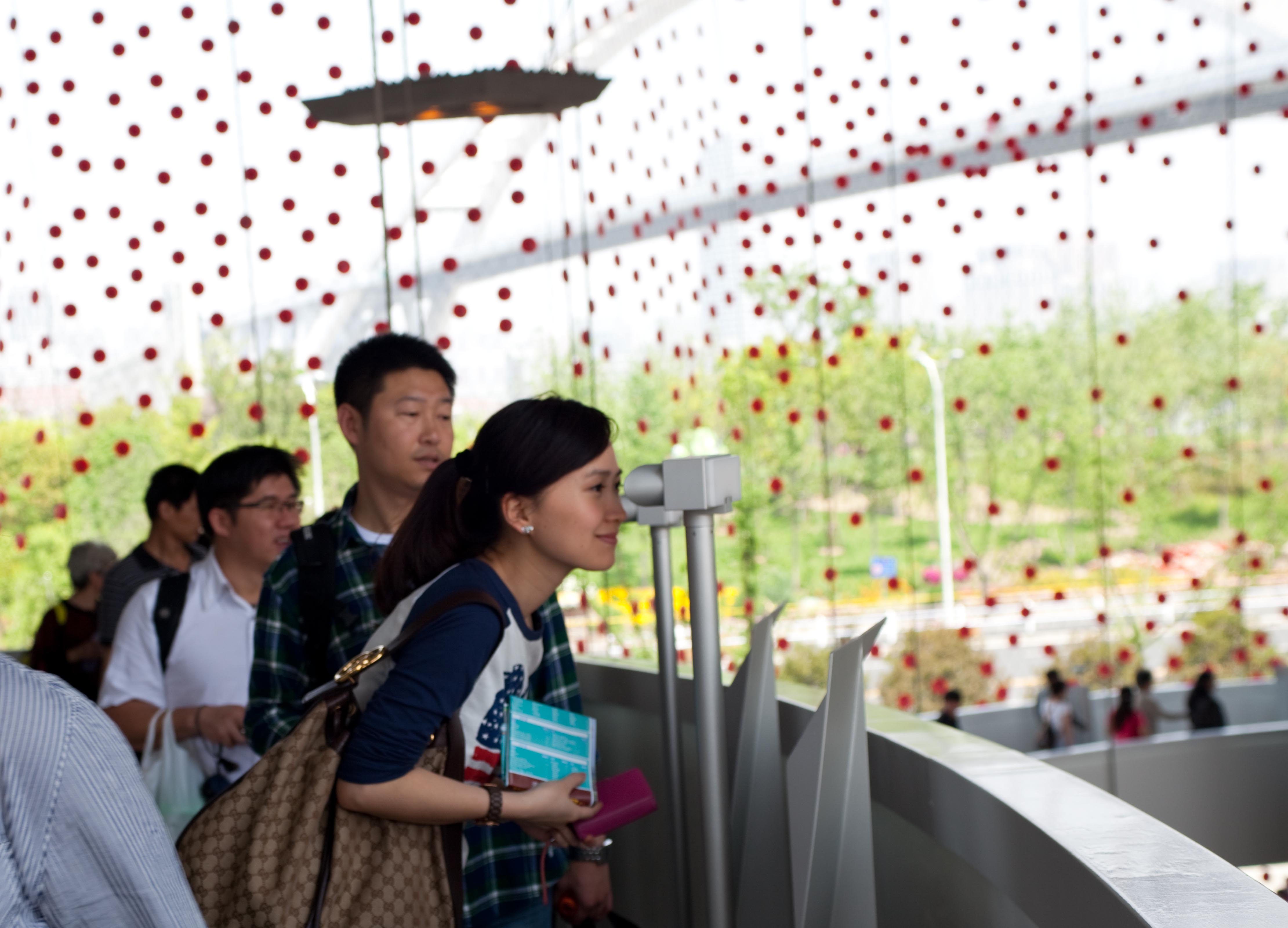
Eine Besucherin schaut durch eines der Ferngläser, welche einen dreidimensionalen Ausblick auf Bilder der Schweiz boten und den Besuchern mit kurzen Texten Informationen über die Schweiz zum Thema Stadt-Land-Interaktion vermittelten. Im Hintergrund ist das Drahtseilnetz mit den roten runden Solarzellen der interaktiven intelligenten Fassade zu erkennen.

Die Fassade des Pavillons bestand aus einem grobmaschigen Drahtseilnetz, welches wie ein riesiger Vorhang wirkte. Die in den Pavillon eintretenden Besucher konnten dieses Drahtseilnetz an drei Stellen durchschreiten und so in den Eingangsbereich, den urbanen Raum, im Erdgeschoss des Pavillons gelangen. Im Gitternetz waren 10.000 rote runde Solarzellen aus Polycarbonate mit einem Durchmesser von 20 cm befestigt. Jede dieser von iart entwickelten Zellen war mit einem Energieerzeuger, einem Speicher und einem Verbraucher in Form einer Leuchtdiode bestückt. Die erzeugte Energie wurde in Form von weissen Blitzen sichtbar gemacht, welche in Abhängigkeit von der Pavillonumgebung, wie der Sonne sowie der Fotoblitzlichter der Besucher aber auch durch die sich gegenseitig anblitzenden Solarzellen selbst, ausgelöst wurden. Die blitzenden Solarzellen haben so die energetischen Umwelteinflüsse sichtbar gemacht und die Besucher auf deren Vorhandensein sensibilisiert. Da jede Solarzelle autonom funktionierte, unterlag das System einer gewissen Unberechenbarkeit, welche in einer zufälligen und wild blitzenden Fassade zum Ausdruck kam. Mit Hilfe des Energiespeichers der einzelnen Solarzellen, zeigte die Fassade des Pavillons auch nach Einbruch der Dunkelheit noch für einige Zeit eine gewisse Aktivität. Die roten Solarzellen, welche im Innern die Umrisse der Schweizer Landesgrenze durchschimmern liessen, konnten nach Beendigung der Expo 2010 als Souvenir käuflich erworben werden.

## Uniform für die Mitarbeitenden des Schweizer Pavillons
Für das Design der Uniform wurde ein Wettbewerb zwischen Schweizer Hochschulen für Design lanciert. Die zu erfüllende Aufgabe war ein thematisches stimmiges Damen- und Herren Oberteil zu entwerfen, welches die ländliche Schweiz reflektiert und mit moderner Stadtmode interagiert. Aus 10 eingereichten Vorschlägen ging die Studentin der Haute Ecole d’Art et de Design Genève (HEAD), Michelle Schneuwly, mit ihrem Entwurf Weiss und Edel hervor. Die Uniform wurde mit modischen schweizerischen Accessoires wie Gürtel und Halsschmuck mit Edelweiss-Motiven sowie einer Swatch Uhr ergänzt.

## Auszeichnungen und Nominierungen

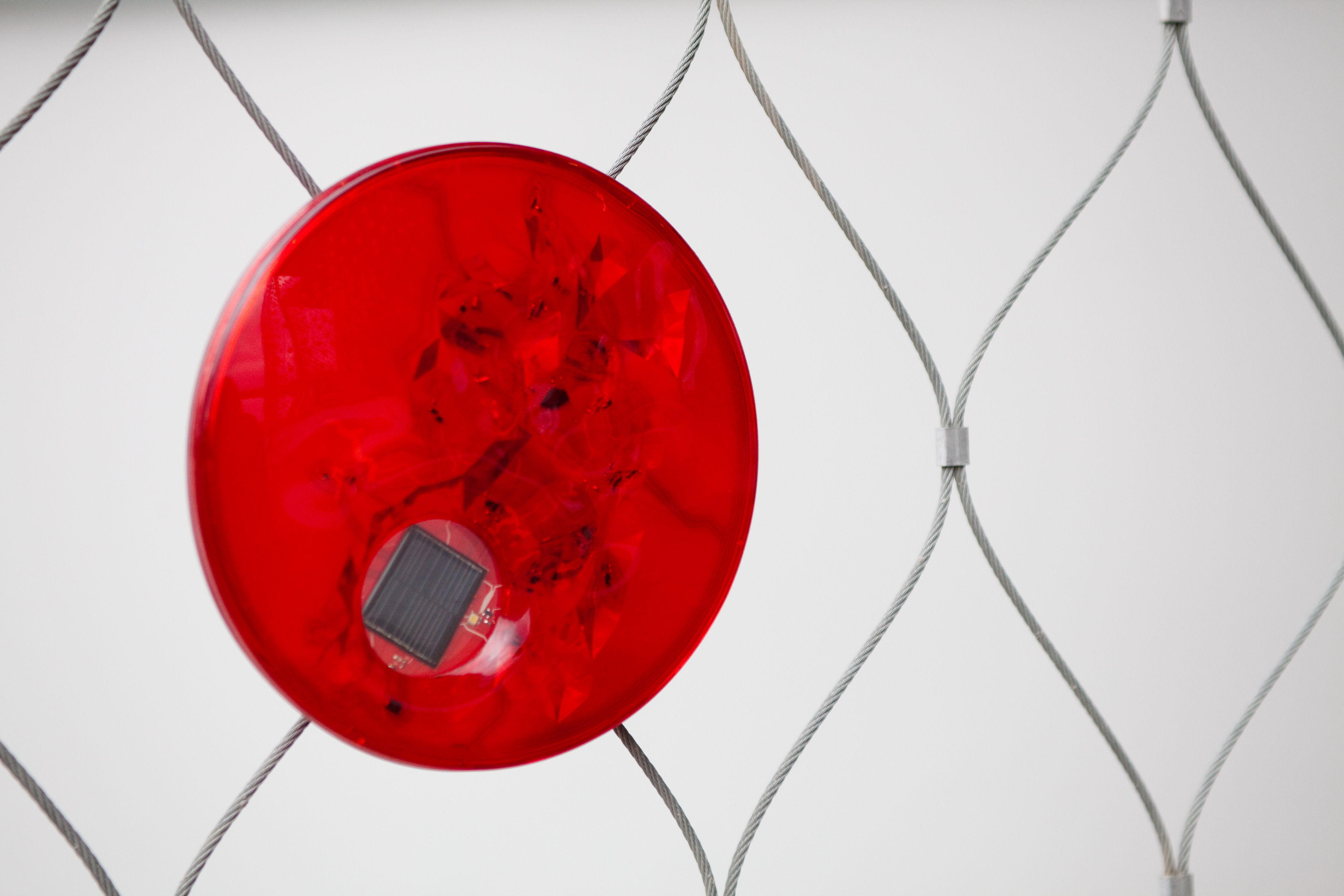
Eine der 10.000 roten runden Solarzellen aus Polycarbonate mit einem Durchmesser von 20 cm im Gitternetz der interaktiven intelligenten Fassade.

Für die Fassade des Schweizer Pavillons wurde iart mit einem red dot design award: communication design 2010 sowie einem  iF communication design gold award 2010 ausgezeichnet.
In der Begründung der Jury zur Verleihung des iF communication design gold award 2010 heisst es:

„Flashing façade ist ein Projekt, das es schafft, in die emotionslose und öde Betonwelt ein adäquates Medium hineinzubringen. Dieses Beispiel des Schweizer Pavillons für die Expo 2010 in Shanghai könnte um die Welt gehen, indem man dank  LED-Technik und digitalen Steuerungsmöglichkeiten lebendige Bilder in die Städte bringt. Und durch die  Solarmodule, die sich tagsüber auftanken und nachts wirken, ist dieses Projekt auch energetisch und nachhaltig wirksam realisiert. Ein wunderbares Beispiel, das die Architekturstudenten – die künftigen Architekten also – inspirieren wird.“

Der Schweizer Pavillon war ebenfalls für den Design Preis Schweiz 2011 nominiert.
Im Rahmen der Expo 2010 Awards des EXHIBITOR-Magazins erhielt der Schweizer Pavillon eine Auszeichnung in der Kategorie Best Activity/Interactive.

## Prominente Besucher im Schweizer Pavillon

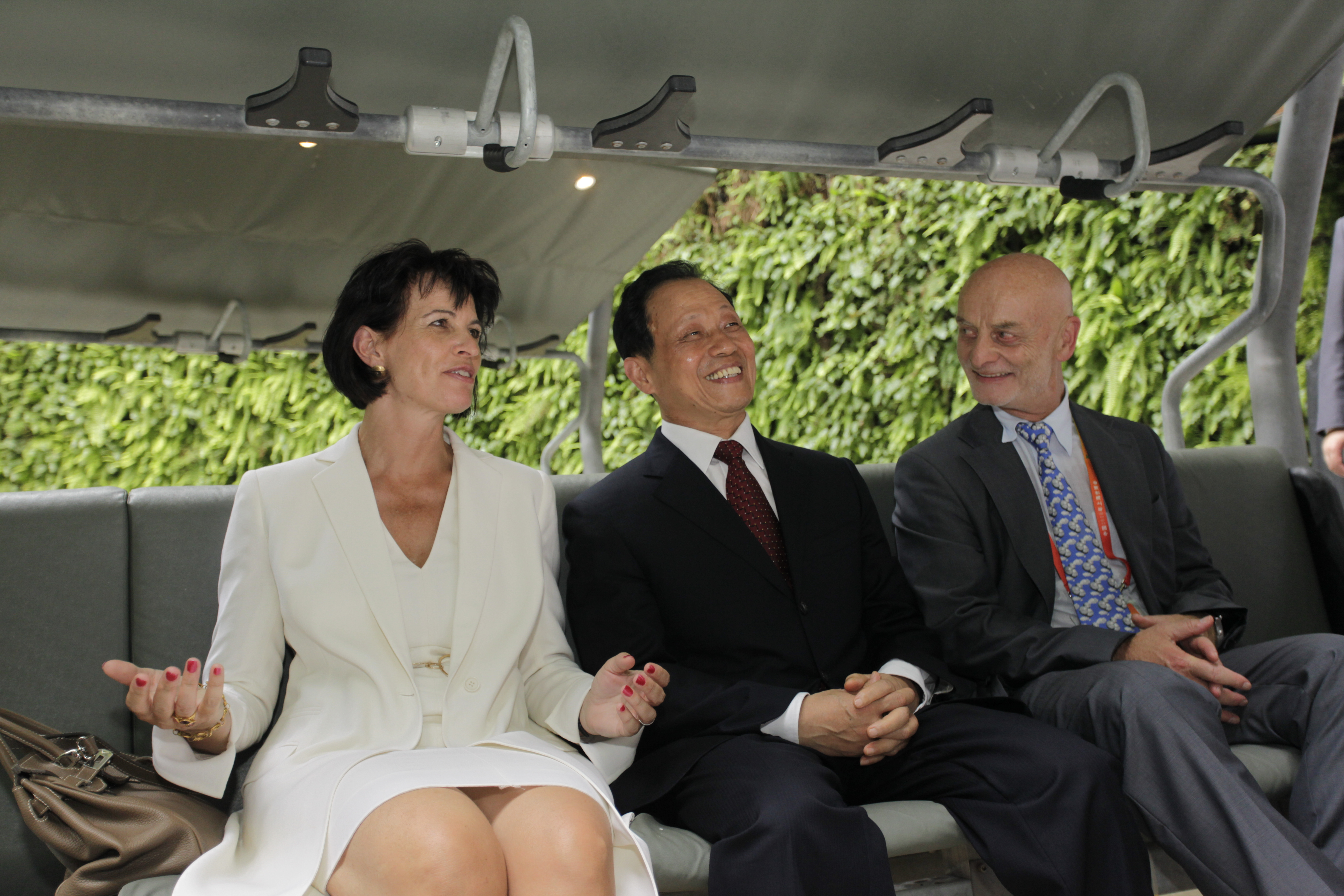
V. l. n. r.: Bundespräsidentin Doris Leuthard; Mr. Wu, Präsident der China Insurance Regulatory Commission, und Dr. Uli Sigg, Generalkommissär des Schweizer Pavillons, auf der Sesselbahn im vertikal begrünten Zylinder des Schweizer Pavillons im Rahmen des Nationentages am 12. August 2010.

Der Schweizer Pavillon wurde von zahlreichen prominenten Persönlichkeiten besucht (Auswahl in der Reihenfolge nach Datum des Besuches):

### Bundesrätin Eveline Widmer-Schlumpf
Bundesrätin Eveline Widmer-Schlumpf nahm am 22. Oktober 2009 als Ehrengast am Richtfest des Schweizer Pavillons teil. Zum Richtfest kamen über 200 geladene Gäste, darunter auch eine Parlamentarierdelegation aus der Schweiz.

### Bundespräsidentin Doris Leuthard
Im Rahmen einer China-Reise besuchte die damalige  Bundespräsidentin Doris Leuthard am 12. August 2010 die Expo 2010. Bundespräsidentin Doris Leuthard war Ehrengast am Nationentag des Schweizer Pavillons.

### Bertrand Piccard
Im Rahmen der Feierlichkeiten des Nationentages am 12. August 2010 besuchte Bertrand Piccard den Schweizer Pavillon.

### Jacques Rogge
Jacques Rogge, Präsident des  Internationalen Olympischen Komitees (IOC), besuchte mit einer Delegation des IOC am 29. August 2010 die Expo 2010. Bei dieser Gelegenheit besuchte er auch den Schweizer Pavillon.

### Bundesrat Moritz Leuenberger
Bundesrat Moritz Leuenberger besuchte am 13. September 2010 die Expo 2010 und eröffnete im Schweizer Pavillon den Veranstaltungszyklus zu Thema Städte der Zukunft der ETH Zürich.

### Roger Federer
Im Oktober 2010 weilte Roger Federer anlässlich der Shanghai Rolex Masters 2010 in China. Am Abend des 10. Oktober 2010 besuchte der Schweizer Tennisstar die Expo 2010. Als Abschluss seiner Tour durch das Gelände besuchte Federer den Schweizer Pavillon. Er begrüsste die Mitarbeitenden, ass ein Raclette im Pavillon eigenen Restaurant und genoss anschliessend eine Fahrt auf der Sesselbahn über den Schweizer Pavillon. Roger Federer zeigte sich begeistert vom Schweizer Pavillon:

„Die Dimension und Dynamik dieser Expo sind faszinierend und der Schweizer Pavillon ist sicherlich einer der Top Player.“

## Abbruch und Wiederaufbau des Schweizer Pavillons in der Provinz Zhejiang in Hangzhou

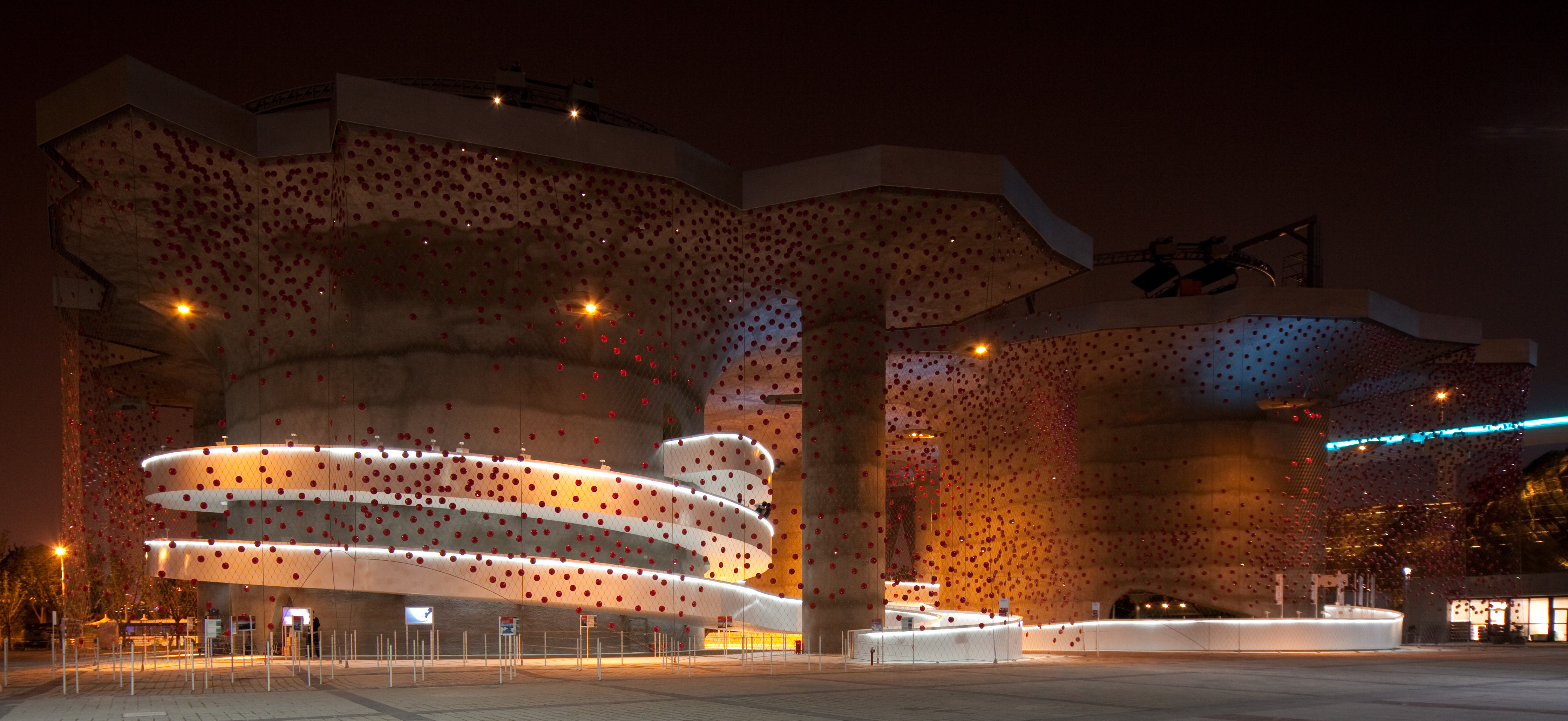
Der Schweizer Pavillon bei Nacht. Im Zylinder rechts war die Sesselbahn untergebracht.

Gemäss den Vorschriften des Bureau International des Expositions wurde auch der Schweizer Pavillon nach der Expo 2010 abgebrochen. Die Abbrucharbeiten begannen einen Tag nach Beendigung der Weltausstellung, am 1. November 2010.
Schon während der Expo 2010 sind verschiedene Interessenten an die Betreiber des Pavillons gelangt und bekundeten Interesse am Erwerb der Rechte zur Rekonstruktion des Schweizer Pavillons. Im Anschluss an die Expo 2010 verkaufte das Eidgenössische Departement für auswärtige Angelegenheiten diese Rechte an die Zhejiang Zhongyeh Holding. Die Firma beabsichtigt den Pavillon in den nächsten Jahren in der Provinz Zhejiang in Hangzhou zu rekonstruieren und diesen künftig als Plattform für Konferenzen und Seminare sowie als Ausstellungsort zu Themen der nachhaltigen Entwicklung zu nutzen. Die Sesselbahn soll erweitert werden, sodass diese den rekonstruierten Pavillon mit dem geplanten Ferien-Resort Thousand Islands Lake verbindet.

## Hohes Besucheraufkommen
Die Expo 2010 brach alle Rekorde in der 159-jährigen Geschichte der Weltausstellungen: Nie zuvor zog eine Weltausstellung so viele Besucher und Teilnehmer auf einer so grossen Ausstellungsfläche an. Vom 1. Mai bis zum 31. Oktober 2010 besuchten über 70 Millionen Menschen die Expo 2010, wo sich auf 5,28 Quadratkilometer 246 Länder und Organisationen präsentierten.
Der Schweizer Pavillon konnte mit rund 2.8 Millionen Besuchern ebenfalls hohe Besucherzahlen vermelden. Durchschnittlich besuchten 15.500 Menschen pro Tag den Pavillon. Warteschlangen von mehreren Stunden gehörten zum täglichen Bild vor dem Eingang des Schweizer Pavillons.

## Der Städtepavillon Basel-Geneva-Zurich
Die Städte Basel, Genf und Zürich präsentierten sich zum Thema Better Water – Best Urban Life (engl. Wasser und urbane Lebensqualität) mit einem eigenen Städtepavillon an der Expo 2010.

### Tagesschau des Schweizer Fernsehens vom 16. Mai 2010
- Bericht über die Expo 2010 Shanghai in der Hauptausgabe der Tagesschau des Schweizer Fernsehens am 16. Mai 2010

### Film über den Schweizer Pavillon von Seppe van Grieken
- Der Schweizer Pavillon Expo 2010 Shanghai: Ein Film von Seppe van Grieken / Musik von Trio Rusconi